# بيتر إيفانوفيتسي
بيتر إيفانوفيتسي (بالرومانية: Petre Ivanovici)‏ (2 مارس 1990 بتيميشوارا في رومانيا - ) هو لاعب كرة قدم روماني في مركز الوسط. لعب مع دوناكانيار-فاك ونادي بوتوشاني ونادي فارول كونستانتسا.

## وصلات خارجية
- بيتر إيفانوفيتسي على موقع قاعدة بيانات كرة القدم.إي يو (الإنجليزية)
- بيتر إيفانوفيتسي على موقع Soccerbase.com (لاعب) (الإنجليزية)
- بيتر إيفانوفيتسي على موقع Soccerway.com (الإنجليزية)